# Сан Ђовенале (Кунео)
Сан Ђовенале је насеље у Италији у округу Кунео, региону Пијемонт.
Према процени из 2011. у насељу је живело 23 становника. Насеље се налази на надморској висини од 636 м.